# Podolí (Praag)

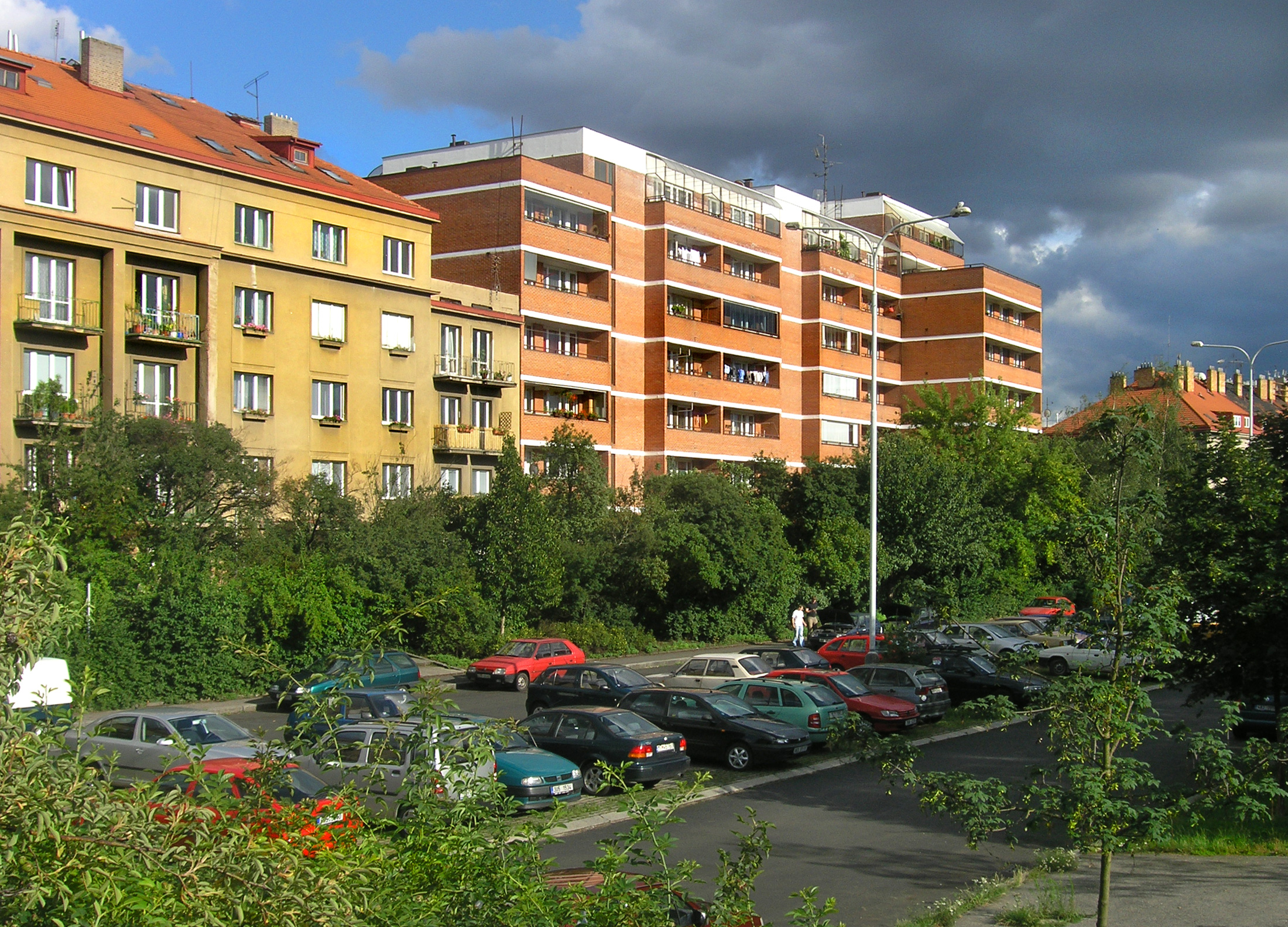
Huizen in Podolí

Podolí is een wijk van de Tsjechische hoofdstad Praag op de rechteroever van de Moldau. Het is sinds het jaar 1922 onderdeel van de gemeente Praag, en tegenwoordig een gedeelte van het gemeentelijk district Praag 4. Podolí heeft 13.913 inwoners (2006).